# Guillaume Frédéric Röell
Le baron Guillaume Frédéric Röell (se prononce Reu-ell), né à Amsterdam le 25 octobre 1767 et mort dans la même ville le 3 janvier 1835, de tendance orangiste, fut un régent d'Amsterdam et un ministre du royaume uni des Pays-Bas.

## Biographie
Il commença une carrière d'homme d'État sous Louis Bonaparte dont il fut un serviteur fidèle et discret et qui le fit entre autres ministre des Affaires Étrangères. En 1813 il fit partie de la commission constitutionnelle chargée d'élaborer une nouvelle constitution. En 1815, Guillaume Ier l'anobli et il remplit des fonctions ministérielles. Il fut le premier chancelier de l'Ordre du Lion belgique.
Röell épousa à Hillegom le 22 août 1790 Sara Hop (1772-1818), la fille d'un régent d'Amsterdam issue d'une riche famille bourgeoise. Ils eurent cinq fils et cinq filles. Leur fille Henrietta Sophia Wilhelmina (1792-1870) était l'épouse de l'écrivain et homme politique Jacob van Lennep.

## Sources
- (nl) Cet article est partiellement ou en totalité issu de l’article de Wikipédia en néerlandais intitulé « Willem Frederik Röell » (voir la liste des auteurs).